# Joachim Murat

Wapen van Joachim Murat met de wapens van Berg en Kleef

Joachim Murat (Labastide-Fortunière, Frankrijk, 25 maart 1767 – Pizzo, Calabrië, 13 oktober 1815) was een zwager van Napoleon Bonaparte en van 1808 tot 1815 koning van Napels.

## Levensloop
Hij was de zoon van een herbergier. In 1789 begon hij zijn militaire carrière. In 1795 sloeg hij samen met Napoleon de Opstand van 13 Vendémiaire neer en in 1796 nam hij als adjudant deel aan Napoleons Italiaanse Veldtocht van 1796-1797. Hij was succesvol bij de Expeditie van Napoleon naar Egypte en werd in 1799 tot divisiegeneraal benoemd. In november van datzelfde jaar steunde hij Napoleon bij de val van het Directoire. Het jaar daarop huwde hij Carolina Bonaparte, Napoleons jongste zuster.
In 1804 werd hij maarschalk van Frankrijk, in 1805 prince de l'Empire en in 1806 groothertog van Berg. Murat speelde een belangrijke rol in de Franse overwinning in de slag bij Jena op 14 oktober 1806, door een  cavalerie charge. In 1808 leidde hij de Franse troepen in Madrid ten tijde van de opstand van 2 mei, die het begin was van de Spaanse Onafhankelijkheidsoorlog.
Zijn grootste onderscheiding ontving hij op 15 juli 1808 toen de keizer hem, als opvolger van Jozef Bonaparte, tot nieuwe koning van het koninkrijk Napels verhief.

## Koning van Napels
In Napels werd de nieuwe koning, nu bekend als "Joachim Napoleon", goed ontvangen door de bevolking, die zijn knap uiterlijk, zijn optimistisch karakter, zijn fysieke moed, zijn liefde voor amusement en enkele pogingen om de armoede te bestrijden op prijs stelde, maar anderzijds werd hij verafschuwd door de geestelijkheid. Eén van zijn eerste regeringsdaden was het verlenen van gratie aan deserteurs, het toekennen van premies aan gepensioneerde soldaten, vergoedingen voor arbeidsongeschiktheid of verwondingen van militairen en hulp aan de weduwen en wezen van gesneuvelden.
Hij probeerde door de Europese mogendheden erkend te worden als de legitieme heerser van het koninkrijk der beide Siciliën. Murat, die van plan was zich permanent in Napels te vestigen, wilde Sicilië veroveren om zich te ontdoen van de storende aanwezigheid van koning Ferdinand I in Palermo.
Murat moderniseerde hier het staatsbestuur en de rechtsorde. Aan het einde van de Veldtocht van Napoleon naar Rusland gaf Napoleon het bevel over aan Murat; zelf reisde hij op 5 december naar Parijs. Om de terugkeer van de uitgehongerde troepen te dekken liet Murat verse regimenten bij zeer strenge vorst buiten Vilnius posteren. Duizenden soldaten kwamen in één nacht om. Al na een maand hield Murat het voor gezien en vluchtte naar Italië. Naar het zich laat aanzien ontstond er een breuk. Aangekomen in Milaan op 8 november 1813, liet Murat de Oostenrijkse ambassadeur weten dat hij bereid was het Napoleontische kamp te verlaten. Op de avond van 6 februari bereikte het nieuws Napoleon, via Eugène de Beauharnais. 
Na de Slag bij Leipzig sloot hij zich bij Oostenrijk aan. Op 11 januari 1814 werd een alliantieverdrag getekend tussen Oostenrijk en het Koninkrijk Napels. Zo kon Murat op de troon blijven. Omdat de onderhandelingen op het Congres van Wenen er voor hem ongunstig uitzagen, keerde hij gedurende de Honderd Dagen terug naar de kant van Napoleon en verklaarde de oorlog aan Oostenrijk (zie Napolitaanse Oorlog). Hij trok met zijn leger naar de Po en proclameerde in maart 1815 een onafhankelijk Italië met zichzelf als koning.
In de Slag bij Tolentino van 2 en 3 mei 1815 werd hij echter door de Oostenrijkers en de oude Napolitaanse koning Ferdinand IV verslagen. Op 18 juni 1815 verloor Napoleon de Slag bij Waterloo en Murat vluchtte naar Corsica. Van daaruit viel hij in september zijn oude koninkrijk binnen, maar hij werd bij zijn landing in Calabrië gevangen genomen door troepen van Ferdinand IV.
Joachim Murat werd ter dood veroordeeld en op 13 oktober 1815 te Pizzo (Calabrië) gefusilleerd. Hij bleef kalm, wenste niet geblinddoekt te worden en sprak terwijl hij fier rechtop stond de woorden: 
"Soldaten! Doe uw plicht! Recht op het hart maar spaar het gezicht. Vuur!"

## Gezin
Murat en Caroline Bonaparte kregen vier kinderen:
- Napoleon Achille Murat (1801-1847), oudste zoon, verhuisde in 1821 naar de Verenigde Staten. Tijdens de Belgische Revolutie sloot hij zich aan bij de Belgische opstandelingen, maar keerde daarna terug naar Amerika.
- Maria Letizia Josephine Murat (1802-1859)
- Lucien Charles Charles Murat, prins van Ponte-Corvaux (1803-1878) – tweede zoon, woonde ook in Amerika en keerde daarna terug naar Frankrijk; van 1849 tot 1850 was hij gevolmachtigd minister van Frankrijk in Turijn. In 1853 benoemde Napoleon III hem tot senator. In de tweede helft van de jaren 1850 probeerde hij als erfgenaam de troon van de Twee Siciliën te verkrijgen, maar Napoleon III steunde de pretendent niet en zijn hoop werd niet gerealiseerd.Cenotaaf van Murat

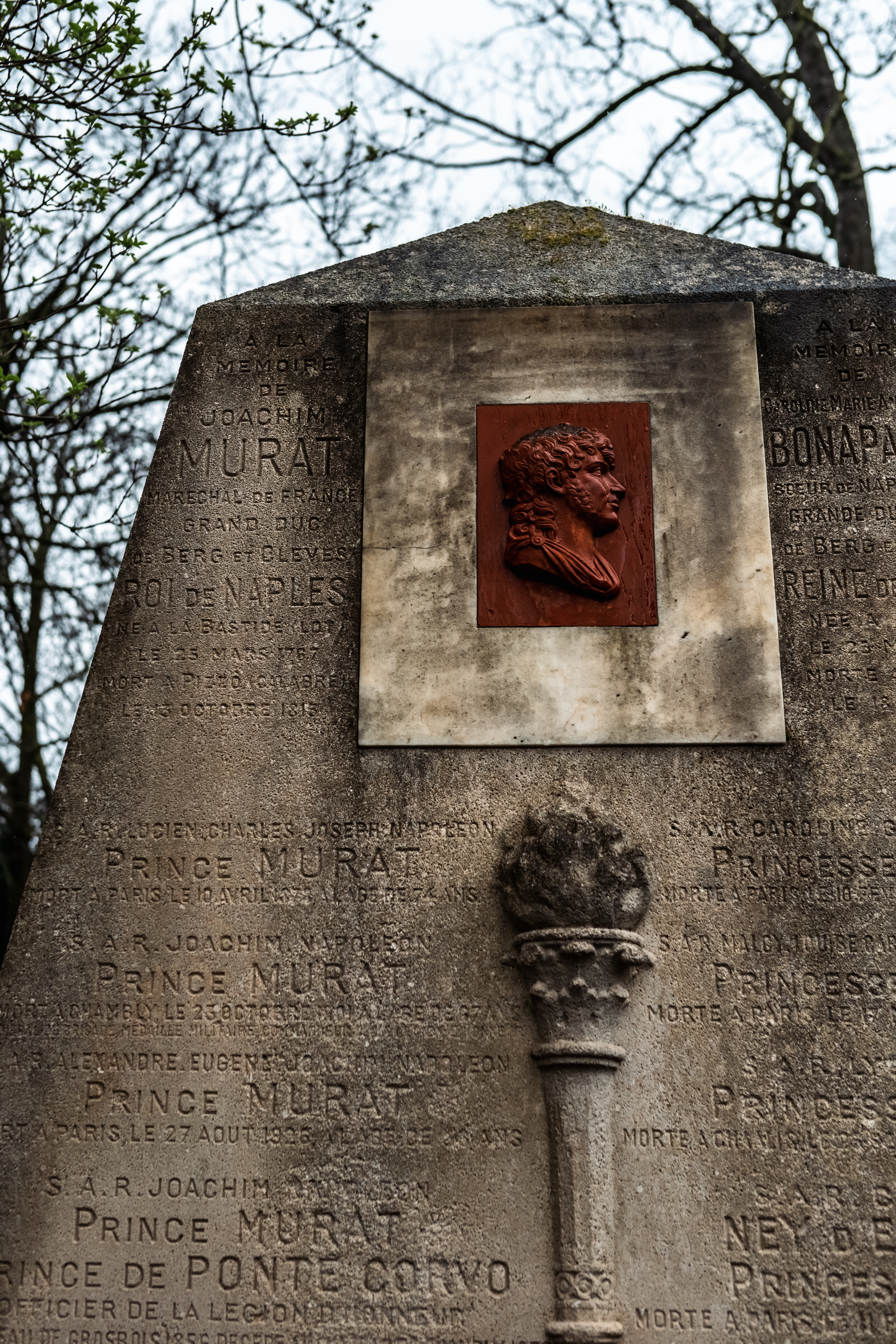
Cenotaaf van Murat

- Louise Julia Caroline Murat (1805-1889)

Murats cenotaaf staat op de begraafplaats Pere Lachaise in Parijs.
Murats geboorteplaats Labastide-Fortunière heet tegenwoordig Labastide-Murat.

## Trivia
- Vitalis, een van de hoofdpersonen uit Alleen op de wereld van Hector Malot, vertelt in hoofdstuk 8, als hij door Labastide-Murat reist,  dat hij Murat nog gekend heeft.
- Ook George Sand (romanschrijfster en een tijdlang levensgezellin van Frederic Chopin) heeft als kind Murat ontmoet toen ze zich samen met haar moeder voor een tijdje in Madrid ging vervoegen bij haar vader, een van Murats officieren. Ze beschrijft dit in haar autobiografie (Histoire de ma Vie, 1854)

- Bibsys: 90917334
- Biblioteca Nacional de España: XX1439356
- Bibliothèque nationale de France: cb119639427 (data)
- Catàleg d'autoritats de noms i títols de Catalunya: 981058608093006706
- Gemeinsame Normdatei: 118746928
- International Standard Name Identifier: 0000 0001 2138 665X
- Library of Congress Control Number: n50040041
- Base Léonore: LH//1967/64
- Nationale Bibliotheek van Tsjechië: jn20000701279
- Nationale bibliotheek van Australië: 51934024
- Nationale Bibliotheek van Israël: 987007273393705171
- Nationale Bibliotheek van Polen: a0000001764147
- Nederlandse Thesaurus van Auteursnamen: 073627739
- Réseau des bibliothèques de Suisse occidentale: 02-A018695023
- Istituto Centrale per il Catalogo Unico: LO1V134810
- LIBRIS: 211628
- SNAC: w62n5n6f
- Système universitaire de documentation: 02764121X
- Trove: 1530661
- Union List of Artist Names: 500322997
- Virtual International Authority File: 71399783
- WorldCat: E39PBJbGPJKF9BYrp3XJkpwKVC

Louis Alexandre Berthier · Joachim Murat · Bon Adrien Jeannot de Moncey · Jean-Baptiste Jourdan · André Masséna · Pierre François Charles Augereau · Jean-Baptiste Bernadotte · Guillaume Brune · Nicolas Jean-de-Dieu Soult · Jean Lannes · Édouard Adolphe Casimir Joseph Mortier · Michel Ney · Louis Nicolas Davout · Jean-Baptiste Bessières · François Christophe Kellermann · François Joseph Lefebvre · Dominique-Catherine de Pérignon · Jean-Mathieu-Philibert Sérurier · Claude Victor-Perrin · Étienne Jacques Joseph Macdonald · Nicolas Charles Oudinot · Auguste de Marmont · Louis Gabriel Suchet · Laurent de Gouvion Saint-Cyr · Józef Poniatowski · Emmanuel de Grouchy